# Thomas Phillipps (Sammler)

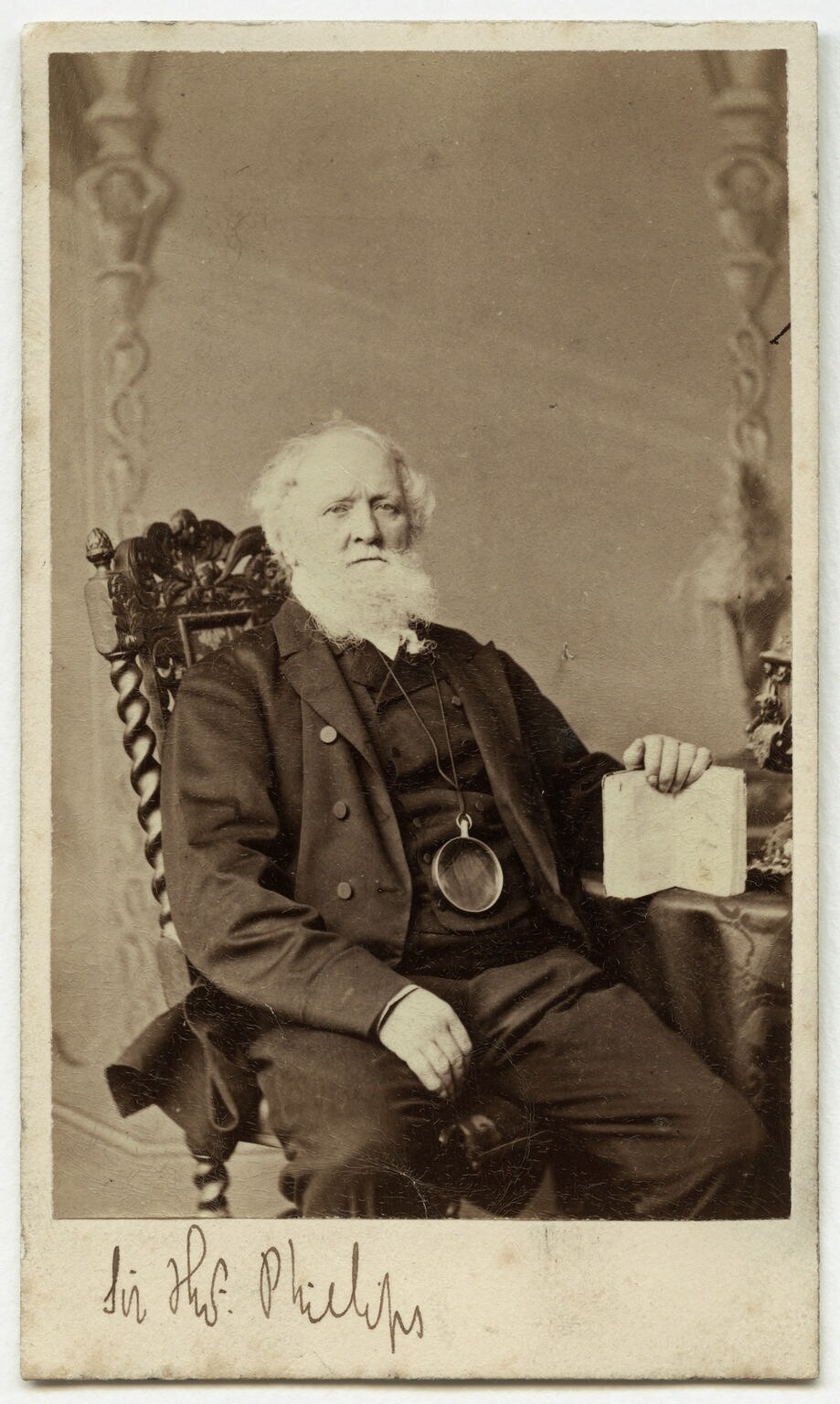
Sir Thomas Phillipps um 1865

Sir Thomas Phillipps, 1. Baronet (geboren am 2. Juli 1792 in Manchester; gestorben am 6. Februar 1872 in Cheltenham), war ein englischer Büchersammler. Er ist vor allem dafür bekannt, eine der größten privaten Sammlungen von Büchern der Weltgeschichte zusammengetragen zu haben, die Sammlung Phillipps.

## Familie und Privatleben
Thomas Phillipps wurde 1792 als nichteheliches Kind geboren; seine Mutter hieß Hanna Walton, sein Vater Thomas Phillipps. Er besuchte die Rugby School und studierte von 1811 bis 1815 am University College in Oxford. Nach dem Tod seines Vaters 1818 konnte er über die Einnahmen aus dessen sehr erheblichem Besitz verfügen (6000 Pfund im Jahr), das Vermögen selbst verblieb in einer Stiftung. Im folgenden Jahr heiratete er Harriet Elizabeth, eine nichteheliche Tochter von Thomas Molyneux; sein Vater war gegen diese Verbindung gewesen, da sie keine Mitgift in die Ehe einbrachte. Aus der Ehe gingen drei Töchter hervor, bevor Philipps erste Frau 1832 starb. Zehn Jahre später heiratete er Elizabeth Mansell.
Phillipps galt als exzentrisch und mit zunehmendem Alter auch als charakterlich schwierig. Mit mehreren Buchhändlern, Gelehrten, ihren Institutionen und auch Familienmitgliedern hatte er teilweise lang andauernde Konflikte.
Henrietta Molyneux, seine älteste Tochter, heiratete gegen seinen Willen den Shakespeare-Forscher James Orchard Halliwell. Die Beziehungen zwischen Thomas Phillipps einerseits und Henriette und ihrem Mann andererseits blieben bis zum Tod des Vaters schlecht. Dieser verdächtigte seinen Schwiegersohn unter anderem, eine wertvolle Shakespeare-Ausgabe aus seiner Sammlung gestohlen zu haben, und schloss seine älteste Tochter und deren Kinder von seinem Erbe aus.

## Sammlertätigkeit
Phillipps verwandte seit seiner Studienzeit sowohl Zeit als auch erhebliche Geldmittel auf den Aufbau seiner Sammlung. Er selbst beschrieb das Ziel seiner Sammlung damit, „alles in seiner Reichweite“ zu sammeln, vor allem aber Pergament-Codices. Gleichzeitig erforschte er die von ihm erworbenen Objekte; seine Publikationen erschienen überwiegend im Selbstverlag, wofür er 1822 eine eigene Druckerpresse im Broadway Tower in Middlehill einrichtete (Verlagsangabe Typis Medio-Montanis). Er stand in regem Austausch mit Antiquaren, Sammlern und Gelehrten, von denen viele seine Sammlung besuchten; ihre Aufzeichnungen sind heute eine wertvolle Quelle für die Rekonstruktion der teilweise verlorenen, teilweise in alle Welt zerstreuten Sammlung.
Seit 1819 war er Fellow der Royal Society.